# Альменево (Курганская область)
Альме́нево — село, административный центр Альменевского сельсовета и Альменевского района Курганской области России.

## География
Село расположено на восточном берегу озера Альменьколь, в юго-западной части Курганской области, в 125 километрах (191 км по автодороге через Шумиху) к юго-западу от Кургана. Ближайшая железнодорожная станция Шумиха в 47 километрах.

## Топоним
Село Альменево получило своё название от названия озера, Альменьколь, в свою очередь названным по имени рыбака Альмена, первым поставившего избу на берегу озера на месте будущего села.

## История
Ичкинские татары являются наиболее ранними переселенцами, пришедшими на территорию Альменевского района. Они переселились в Зауралье после падения Казанского ханства (1551—1556 гг.). Дойдя до одного из притоков реки Исеть, они решили основать здесь свое поселение. Этот населённый пункт и приток реки они называли «Эцкен» (Ичкин) — от глагола «пить». Это было владения Сибирского ханства и их сразу обложили высоким ясаком.
После завоевания Сибири Царь пожаловал ичкинцам земелю в пограничном районе с Сибирским ханством. А также создал казачество ичкинцев под названием «ичкинские татары — беломестные казаки». Новоиспеченное казачество обязано было охранять свою часть российских границ от набегов кочевых племен.
В 1586 году двенадцать родов переселились на территорию современного Альменевского района, которая впоследствии стала Ичкинской волостью. Среди переселенцев были Тынкачевы, Байбулатовы, Анваровы, Асановы, Уразметовы, Исакаевы, Кампачевы, Юмаевы, Мансуровы, Алферовы, Барашевы, Барамыковы.. Они жили в трех деревнях (Билькау (Бельково), Учкулево (Трехозерная) и Бишняк (Вишняково)) и считались беломестными казаками.
В 1720 году большая часть жителей переселилась на восточный берег озера Альменьколь и основало там станицу Альман (Ельменкуль, Альменево). К востоку от Альменево были древние могилы кочевников. Из-за них русские называли Альменево деревней Могильная. Семь семей переселились к небольшому безымянному озеру на северо-западном участке земли ичкинцев и образовали станицу Туз-аул (Тузово).
К середине XVIII века часть земельных владений ичкинцев в результате колонизации края была отторгнута, что вызвало недовольство населения. В 1767 году сотники Ичкинской волости Исетской провинции Ибрагим Тынкачёв и Мансур сын Субханкулу с наказом от ичкинских татар поехали в Москву для участия в уложенной комиссии Екатерины II, которая созывалась для разработки нового свода законов Российской империи. Из наказов видно, что они просили, чтобы земли ичкинские не трогали, но не были услышаны. Отторжение ичкинских земель явилось одной из причин их участия в крестьянской войне под предводительством Пугачёва.
Исетская провинция была упразднена в 1781 г. С этого времени указанные территории подчинялись в административном отношении Оренбургской области Уфимского наместничества. С 1804 года Альменево являлось центром Ичкинской волости Челябинского уезда Оренбургской губернии. Было известно своим медресе, где в начале XX века обучалось до 500 шакирдов (студентов).
В начале лета 1918 года была установлена белогвардейская власть (26 мая белочехи захватили г. Челябинск, 4 июня — станцию Шумиха).
15 июля 1919 года на Восточном фронте против Колчака 1-й Симбирский рабочий полк у д. Парамоново вел ожесточенный бой с белоказаками. Бой длился 20 часов и закончился разгромом белых. В бою погиб командир полка Космовский и его помощник Фокин.
После освобождения от белых в 1919 году был образован Яланский кантон Автономной Башкирской Советской Республики с центром в с. Танрыкулове (с 7 марта 1922 — в д. Парамоново).
Постановлением ЦИК СССР 3 ноября 1923 года была образована Уральская область. Центром Катайского района стало с. Альменево. 20 апреля 1930 года ВЦИК и СНК приняли постановление — ликвидировать Яланский и Катайский районы, образовать на их территории один объединённый район — Ялано- Катайский с центром с. Сафакулево.
В 1933 году организована Альменевсая МТС. Район деятельности Альменевской МТС: колхозы Альменевского, Табайлинского, Шариповского, Иванковского, Тузовского, Учкулевского, Штановского сельсоветов общеземельной территории в 31612 га, из них пахотоспособных земель — 31612 и естественных сенокосов 2907 га.
17 декабря 1940 года вышел Указ Президиума Верховного Совета РСФСР № 616/188 о разделении Ялано-Катайского района Челябинской области на Альменевский и Сафакулевский районы. 31 декабря 1940 года состоялась районная партийная конференция Ялано-Катайского райкома партии. Пленум Альменевского райкома ВКП(б), состоявшийся сразу после конференции, избрал первым секретарем райкома партии Василия Александровича Осколкова.
1 февраля 1963 года Альменевский район упразднён, Альменевский сельсовет включен в Целинный сельский район, а с 3 марта 1964 года — в Шумихинский сельский район. 12 января 1965 года вновь образован Альменевский район.
В годы Советской власти жители с. Альменево работали в колхозе им. Кирова, затем в совхозе «Альменевский».

## Население
| 1866  | 1868  | 1891  | 1900  | 1916  | 1926  | 1959  |
| ----- | ----- | ----- | ----- | ----- | ----- | ----- |
| 1229  | ↗1291 | ↗1853 | ↘1705 | ↗2138 | ↘1853 | ↗2757 |
| 1970  | 1979  | 1989  | 2002  | 2010  | 2012  | 2013  |
| ↗3839 | ↗4753 | ↗5013 | ↘4559 | ↘4310 | ↘4240 | ↘4159 |
| 2014  | 2015  | 2016  | 2017  | 2018  | 2019  | 2020  |
| ↘3998 | ↘3928 | ↘3876 | ↘3828 | ↘3741 | ↘3725 | ↗3755 |
| 2021  |       |       |       |       |       |       |
| ↘3664 |       |       |       |       |       |       |

Национальный состав
- По итогам переписи населения 2020 года: русские — 48,8 %, татары — 33,5 %, башкиры — 11,2 %.
- По переписи населения 2010 года проживало 4310 человек, из них русские — 48 %, татары — 36 % и башкиры — 13 %.
- По переписи населения 2002 года проживало 4559 человек, из них русские — 48 %, татары — 37 %.
- По переписи населения 1926 года проживало 1853 человека, из них татары 1739 чел., русские 97 чел.

## Экономика
Транспорт
- автодорога Р328 Шумиха—Усть-Уйское

Ежедневно с автовокзала отправляться междугородные автобусы:
- № 611. Челябинск — Шумиха — Альменево — Куртамыш (3 рейса);
- № 715. Курган — Куртамыш — Альменево (1 рейс).

Промышленность
- «Альменевское ДРСП»
- МУП «Альменевская АгроХимия», ныне не существует;
- «Альменевское ремонтно-техническое предприятие», ныне не существует;

## Религия
До Революции 1917 года в Альменево было 2 деревянных мечети.
27 сентября 2006 года зарегистрирована Местная мусульманская религиозная организация «Махалля № 2072» с. Альменево в составе РДУМ Челябинской и Курганской областей. Мечеть открыта в здании, где ранее находился Альменевский районный суд (перекресток улиц Просвещения-Советская). В 2017 году руководство района предложило верующим на выбор три участка земли для строительства новой мечети в Альменево.
В с. Альменево действует молитвенный дом честь преподобного Далмата Исетского. Открыт в 2000-х гг. (ул. Кирова, 204).

## Пресса
В селе находится редакция районной газеты «Трибуна». Издание было основано в 1941 году.

## Инфраструктура
- Средняя школа
- Аграрно-технологический техникум (ПУ № 29)
- Центральный дом культуры
- Историко-краеведческий народный музей «Дружба»
- Музыкальная школа
- Районная библиотека
- Дом детского творчества
- Районная больница

В селе с 1981 года функционирует татарский фольклорный самодеятельный коллектив. С 2013 года действуют татарская фольклорная группа «Дулкын».
Проводится праздник Сабантуй.

## Достопримечательности
В сельском музее имеется могильный камень с арабской вязью. Эта выбитая в породе надпись ежегодно подновляется тушью. В переводе на русский язык надпись гласит:
В этой могиле покоится прах муллы Фазылы Ибрагима-оглы Тынкачева. Мулла Фазыл Ибрагим-оглы Тынкачев скончался в 1826 году в 70-летнем возрасте, да благословит его Аллах. Фазыл Ибрагим-оглы Тынкачев учился в Каргалах и Кабиле, где изучил разные фарсидские и арабские языки. В виду его высокой грамотности по распоряжению государя императора он был назначен посланником в Стамбул к султану для заключения мирного договора. На обратном пути он совершил хадж в Мекку. По возвращении был назначен посланником к бухарскому эмиру, много путешествовал. Как вознаграждение ему были пожалованы земли и пять деревень
По преданию император пожаловал учёному мулле следующие деревни: нынешние Альменево, Вишняково, Тузово, Иванково и Учкулево. Судя по надписи на могильном камне, это был сын знаменитого сотника Ичкинской волости Исетской провинции Ибрагима Тынкачева.
27 октября 2022 года на улице Кирова села Альменево обнаружили железнодорожный рельс, который изготовили в царской России. Сейчас он используется в качестве так называемого пасынка для столба воздушной линии. Сохранилось и клеймо: Ю.Р.Д.М.О.VI.1912. Расшифровка: Южно-Русское днепровское металлургическое общество, июнь 1912 года. 

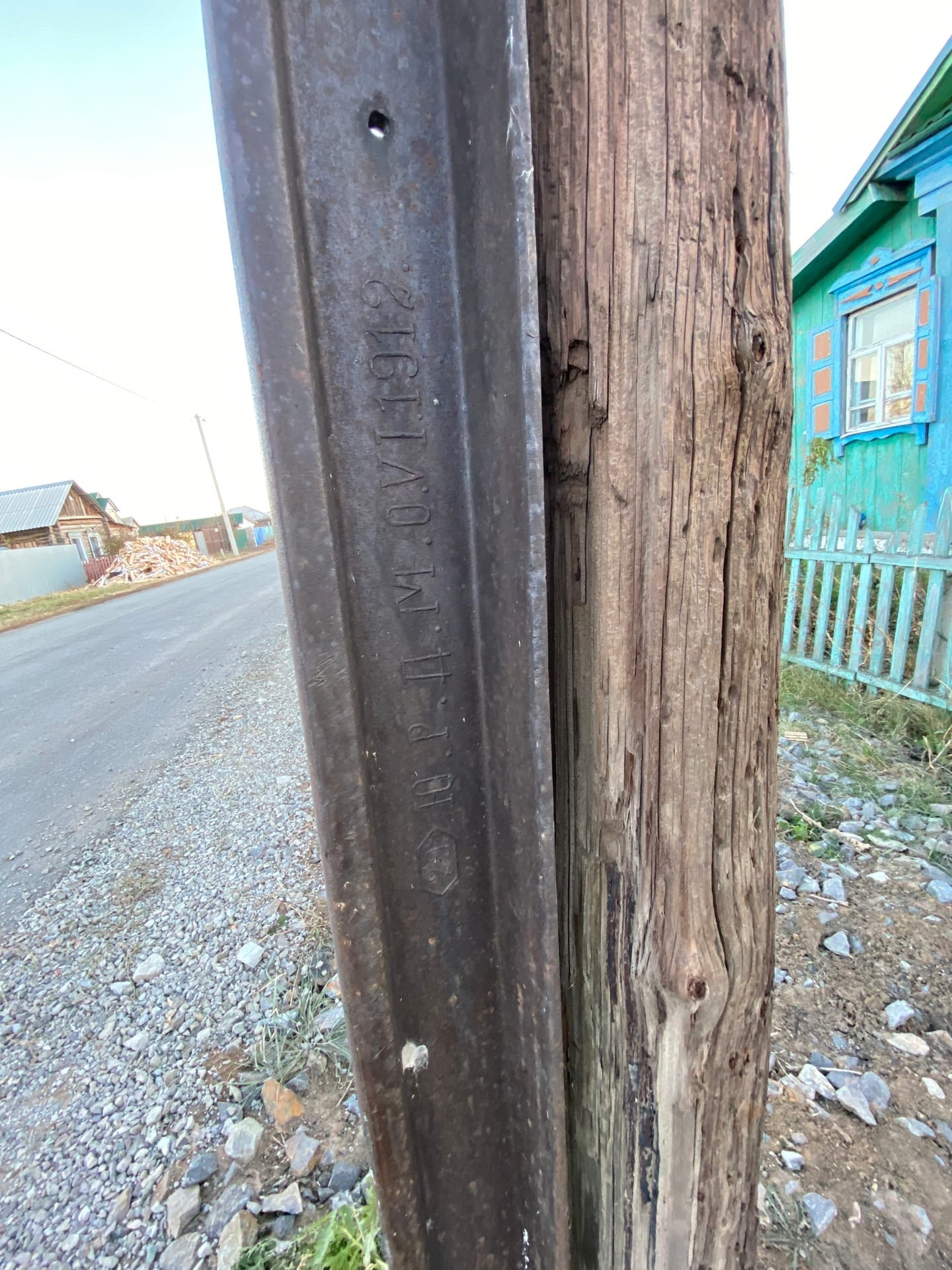
Рельс с клеймом Ю.Р.Д.М.О.VI.1912 в селе Альменево.

Сейчас это Днепровский металлургический комбинат в городе Каменское (до 2016 года - Днепродзержинск) Днепропетровской области Украины.

## Спорт
В селе расположены спортивные сооружения — стадион «Колос», хоккейный корт, Детско-Юношеская Спортивная Школа.
- Хоккейная команда «Торпедо»[24]
- Хоккейная команда «Альменевец»[25]

## Известные уроженцы и жители
- Курман Дарбаев — герой соц. труда, бригадир тракторно-полеводческой бригады совхоза «Катайский».
- Александр Дегтярев — доктор исторических наук, доцент, полковник запаса;
- Хусаин Зарипов — полный кавалер ордена Славы.
- Макс Гатау (Гатауллин, Гайнетдин Зайнетдинович) (1913—1941) — татарский советский поэт, автор поэтического сборника «Урал мәхәббәте».
- Таган, Галимьян Гирфанович (1892—1948) — башкирский этнограф, доктор экономических наук, доктор тюркологии, политик, активный участник Башкирского национального движения.
- Юмаев, Ямалетдин Гималетдинович (1892—1940) — поэт, просветитель, из ичкинских татар.